# 교고쿠 다다타카

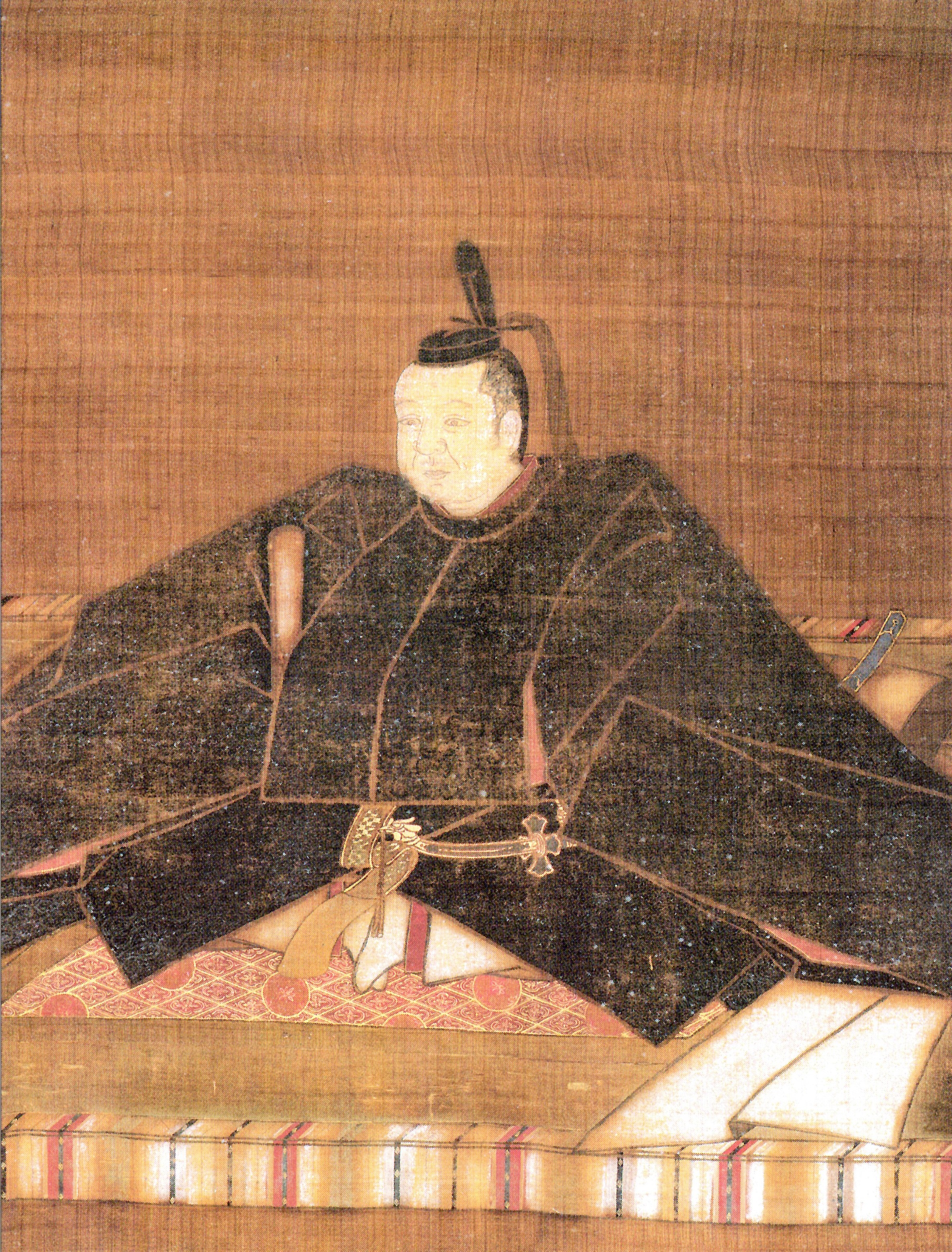
교고쿠 다다타카

교고쿠 다다타카(일본어: 京極忠高, 분로쿠 2년(1593년) ~ 간에이 14년 음력 6월 12일(1637년 8월 2일))는 에도 시대 전기의 다이묘이다. 와카사 오바마번 제2대 번주, 이즈모 마쓰에번주이다.
초대 번주 교고쿠 다카쓰구의 서장자(庶長子)이자 에도 막부 제2대 쇼군 도쿠가와 히데타다의 사위이다. 정실은 히데타다의 넷째 딸 하쓰히메(初姫, 다카쓰구의 정실 조코인의 양녀)
말년까지 후사가 없어 조카 교고쿠 다카카즈를 양자로 들이게 된다. 후에 다다카즈는 하리마 다쓰노번주, 사누키 마루가메번 초대 번주가 된다.

## 같이 보기
- 오사카 전투